# レント (曲)
「レント」(Rent)は、ペット・ショップ・ボーイズの楽曲。2枚目のスタジオ・アルバム『哀しみの天使』から3枚目のシングルカットとして発売された。
ミュージック・ビデオはデレク・ジャーマンが監督を務めた。
1989年には彼らがプロデュースを務めたライザ・ミネリのアルバム『リザルツ』にはミネリによるカバー・バージョンが収録された。

## 収録曲
7" シングル
1. Rent - 3:35
2. I Want a Dog - 4:57

## チャート
| チャート (1987–1988年)                   | 最高位 |
| ---------------------------------------- | ------ |
| オーストラリア (Australian Music Report) | 81     |
| オーストリア (Ö3 Austria Top 40)         | 27     |
| ベルギー (Ultratop 50 Flanders)          | 17     |
| ヨーロッパ (European Hot 100 Singles)    | 11     |
| フィンランド (Suomen virallinen lista)   | 12     |
| アイルランド (IRMA)                      | 5      |
| イタリア (Musica e dischi)               | 11     |
| オランダ (Dutch Top 40)                  | 28     |
| オランダ (Single Top 100)                | 25     |
| ニュージーランド (Recorded Music NZ)     | 23     |
| スペイン (AFYVE)                         | 21     |
| スウェーデン (Sverigetopplistan)         | 19     |
| スイス (Schweizer Hitparade)             | 10     |
| UK シングルス (OCC)                      | 8      |
| 西ドイツ (GfK Entertainment charts)      | 10     |